# Edinburgh West (circonscription du Parlement britannique)
Edinburgh West est une circonscription électorale britannique située en Écosse.